# Джейсън О'Мара
Джейсън О'Мара (на английски: Jason O'Mara) (роден на 6 август 1972 г.) е ирландско-американски актьор. Известен е с ролята си на Сам Тайлър в сериала „Паднал от Марс“.

## Личен живот
През септември 2003 г. се жени за актрисата Пейдж Търко. Двамата имат едно дете. О'Мара става американски гражданин на 26 януари 2009 г.

## Филмография
- „Братя по оръжие“ (2001) – първи лейтенант Томас Мийхан III
- „ЦРУ“ (2002 – 2003) – Ей Би Стайлс
- „От местопрестъплението: Маями“ (2004) – д-р Кийт Уинтърс
- „Разобличаване“ (2005 – 2008) – Бил Крьолик
- „Престъпни намерения“ (2006) – Убиеца от Мил Крийк
- „Едно момиче в Аляска“ (2006) – Стюарт
- „Заразно зло: Изтребване“ (2007) – Албърт Уескър
- „Анатомията на Грей“ (2008) – Филип
- „Паднал от Марс“ (2008 – 2009) – Сам Тайлър
- „Тера Нова“ (2011) – Джим Шанън
- „Вегас“ (2012) – Джак Ламб
- „Добрата съпруга“ (2013) – Деймиън Бойл
- „Лигата на справедливостта: Война“ (2014) – Брус Уейн/Батман
- „Синът на Батман“ (2014) – Брус Уейн/Батман